# Sistema de Hutchinson
O sistema de taxonomia vegetal denominado sistema de Hutchinson foi publicado em
J. Hutchinson. The families of flowering plants, arranged according to a new system based on their probable phylogeny. dos vols., 1926–1934; 2ª ed. 1959; 3ª ed. 1973. [S.l.: s.n.]
Aqui está listada a classificação de acordo com a primeira edição em dois volumes, 1926–1934, volume 1: Monocotyledonae e volume 2: Dicotyledonae.
Um critério considerado importante nesta classificação é o hábito da planta: herbáceo ou lenhoso.
| - filo Angiospermae 1 subfilo Monocotyledons 1 divisão Calyciferae ordem Butomales Hydrocharitaceae Butomaceae ordem Alismatales Alismataceae Scheuchzeriaceae Petrosaviaceae ordem Triuridales Triuridaceae ordem Juncaginales Juncaginaceae Lilaeaceae sin.: Heterostylaceae Posidoniaceae ordem Aponogetonales Aponogetonaceae Zosteraceae ordem Potamogetonales Potamogetonaceae Ruppiaceae ordem Najadales Zannichelliaceae Najadaceae ordem Commelinales Commelinaceae Flagellariaceae Mayacaceae ordem Xyridales Xyridaceae Rapateaceae ordem Eriocaulales Eriocaulaceae ordem Bromeliales Bromeliaceae ordem Zingiberales Musaceae Strelitziaceae Lowiaceae Zingiberaceae Cannaceae Marantaceae 2 divisão Corolliferae ordem Liliales Liliaceae Tecophilaeaceae Trilliaceae Pontederiaceae Smilacaceae Ruscaceae ordem Alstroemeriales Alstroemeriaceae Petermanniaceae Philesiaceae ordem Arales Araceae Lemnaceae ordem Typhales Sparganiaceae Typhaceae ordem Amaryllidales Amaryllidaceae ordem Iridales Iridaceae ordem Dioscoreales Stenomeridaceae Trichopodaceae Roxburghiaceae Dioscoreaceae ordem Agavales Xanthorrhoeaceae Agavaceae ordem Palmales Palmae ordem Pandanales Pandanaceae ordem Cyclanthales Cyclanthaceae ordem Haemodorales Haemodoraceae Hypoxidaceae Velloziaceae Apostasiaceae Taccaceae Philydraceae ordem Burmanniales Burmanniaceae Corsiaceae Thismiaceae ordem Orchidales Orchidaceae 3 divisão Glumiflorae ordem Juncales Juncaceae Thurniaceae Restionaceae Centrolepidaceae ordem Cyperales Cyperaceae ordem Graminales Gramineae 2 subfilo Dicotyledons 1 divisão Archychlamydeae ordem Magnoliales Magnoliaceae Winteraceae Schisandraceae como Schizandraceae [sic] Himantandraceae Lactoridaceae Trochodendraceae Cercidiphyllaceae ordem Annonales como Anonales [sic] Annonaceae como Anonaceae [sic] Eupomatiaceae ordem Laurales Monimiaceae Lauraceae Gomortegaceae Hernandiaceae Myristicaceae ordem Ranales Ranunculaceae Cabombaceae Ceratophyllaceae Nymphaeaceae ordem Berberidales Berberidaceae Circaeasteraceae Lardizabalaceae Sargentodoxaceae Menispermaceae ordem Aristolochiales Aristolochiaceae Cytinaceae sin.: Rafflesiaceae Hydnoraceae Nepenthaceae ordem Piperales Saururaceae Piperaceae Chloranthaceae Lacistemataceae ordem Rhoeadales Papaveraceae Fumariaceae ordem Loasales Loasaceae Turneraceae ordem Capparidales Capparaceae como Capparidaceae [sic] Moringaceae Tovariaceae ordem Cruciales Cruciferae ordem Violales Violaceae Resedaceae ordem Polygalales Polygalaceae Trigoniaceae Vochysiaceae ordem Saxifragales Crassulaceae Cephalotaceae Saxifragaceae ordem Sarraceniales Droseraceae Sarraceniaceae ordem Podostemonales Podostemaceae como Podostemonaceae [sic] Hydrostachyaceae ordem Caryophyllales Elatinaceae Caryophyllaceae Molluginaceae Ficoidaceae sin.: Aizoaceae Portulacaceae ordem Polygonales Polygonaceae Illecebraceae ordem Chenopodiales Phytolaccaceae Cynocrambaceae sin.: Theligonaceae Chenopodiaceae Bataceae como Batidaceae [sic] Amaranthaceae como Amarantaceae [sic] Basellaceae ordem Geraniales Linaceae Zygophyllaceae Geraniaceae Limnanthaceae Oxalidaceae Tropaeolaceae Balsaminaceae ordem Lythrales Lythraceae Crypteroniaceae Sonneratiaceae Punicaceae Oliniaceae Onagraceae Haloragaceae como Halorrhagaceae [sic] Callitrichaceae ordem Thymelaeales Thymelaeaceae Geissolomataceae Penaeaceae Nyctaginaceae ordem Proteales Proteaceae ordem Dilleniales Dilleniaceae Crossosomataceae ordem Coriariales Coriariaceae ordem Pittosporales Pittosporaceae Byblidaceae Tremandraceae ordem Bixales Bixaceae Cochlospermaceae Flacourtiaceae Samydaceae Canellaceae Cistaceae Frankeniaceae | - ordem Tamaricales Tamaricaceae Malesherbiaceae Fouquieriaceae como Fouquieraceae [sic] ordem Passiflorales Passifloraceae Achariaceae ordem Cucurbitales Cucurbitaceae Begoniaceae Datiscaceae Caricaceae ordem Cactales Cactaceae ordem Theales Theaceae Medusagynaceae Marcgraviaceae Caryocaraceae Actinidiaceae Saurauiaceae Ochnaceae Ancistrocladaceae Dipterocarpaceae Chlaenaceae sin.: Sarcolaenaceae ordem Myrtales Myrtaceae Lecythidaceae Melastomataceae como Melastomaceae [sic] Combretaceae Rhizophoraceae ordem Guttiferales Hypericaceae Eucryphiaceae Quiinaceae Guttiferae ordem Tiliales Scytopetalaceae Tiliaceae Gonystylaceae Sterculiaceae Bombacaceae ordem Malvales Malvaceae ordem Malpighiales Malpighiaceae Humiriaceae Erythroxylaceae ordem Euphorbiales Euphorbiaceae ordem Cunoniales Cunoniaceae Brunelliaceae Escalloniaceae Greyiaceae [descrição original da família] Grossulariaceae Hydrangeaceae ordem Rosales Rosaceae Chailletiaceae sin.: Dichapetalaceae Calycanthaceae ordem Leguminosae Mimosaceae Caesalpiniaceae Papilionaceae sin.: Fabaceae ordem Hamamelidales Bruniaceae Stachyuraceae Hamamelidaceae Eucommiaceae Myrothamnaceae Buxaceae Platanaceae ordem Salicales Salicaceae ordem Garryales Garryaceae ordem Leitneriales Leitneriaceae ordem Myricales Myricaceae ordem Balanopsidales Balanopaceae como Balanopsidaceae [sic] ordem Fagales Betulaceae Corylaceae Fagaceae ordem Casuarinales Casuarinaceae ordem Urticales Ulmaceae Barbeyaceae Moraceae Scyphostegiaceae [descrição original da família] Urticaceae Cannabaceae como Cannabinaceae [sic] ordem Celastrales Aquifoliaceae Empetraceae Celastraceae Corynocarpaceae Cyrillaceae Cneoraceae Pandaceae Hippocrateaceae Icacinaceae Salvadoraceae Stackhousiaceae ordem Olacales Olacaceae Opiliaceae ordem Santalales Octoknemaceae como Oktoknemataceae [sic] Loranthaceae Santalaceae Grubbiaceae Misodendraceae como Myzodendraceae [sic] Balanophoraceae ordem Rhamnales Rhamnaceae Elaeagnaceae Heteropyxidaceae Ampelidaceae sin.: Vitaceae ordem Rutales Rutaceae Simaroubaceae como Simarubaceae [sic] Burseraceae ordem Meliales Meliaceae ordem Sapindales Sapindaceae Akaniaceae Aceraceae Sabiaceae Melianthaceae Didiereaceae Staphyleaceae Anacardiaceae Connaraceae ordem Juglandales Juglandaceae Julianiaceae ordem Umbelliflorae Cornaceae Alangiaceae Nyssaceae Araliaceae Umbelliferae 2 divisão Metachlamydeae ordem Ericales Clethraceae Ericaceae Vacciniaceae Epacridaceae Monotropaceae Pyrolaceae Diapensiaceae Lennoaceae ordem Ebenales Ebenaceae Sapotaceae ordem Myrsinales Myrsinaceae ordem Styracales Styracaceae Symplocaceae Diclidantheraceae Lissocarpaceae ordem Loganiales Loganiaceae Oleaceae ordem Apocynales Apocynaceae Asclepiadaceae ordem Rubiales Rubiaceae Caprifoliaceae ordem Asterales Adoxaceae Valerianaceae Dipsacaceae Calyceraceae Compositae ordem Gentianales Gentianaceae ordem Primulales Primulaceae Plumbaginaceae ordem Plantaginales Plantaginaceae ordem Campanales Campanulaceae Lobeliaceae Goodeniaceae Stylidiaceae ordem Polemoniales Polemoniaceae Hydrophyllaceae ordem Boraginales Boraginaceae ordem Solanales Solanaceae Convolvulaceae ordem Personales Scrophulariaceae Orobanchaceae Lentibulariaceae Columelliaceae Gesneriaceae Bignoniaceae Pedaliaceae Acanthaceae ordem Lamiales Globulariaceae Myoporaceae Selaginaceae Verbenaceae Labiatae |